# Konstantín Prima
Konstantín Prima (1912-1991) fue un periodista y  literato soviético.

## Biografía
Nació en la stanitsa Ajtanízovskaya, en el entonces otdel de Temriuk del óblast de Kubán el 7 de enero de 1912 en el seno de una familia de cosacos del Kubán. Era pariente de Fiódor Prima, también literato soviético. En 1927 entró en el Komsomol, graduándose en el Instituto Estatal Pedadógico de Rostov (1939). Participó en la Gran Guerra Patria, entrando en el Partido Comunista de la Unión Soviética en 1944. Fue corresponsal del periódico Uchitelskaya gazeta entre 1956 y 1961. En 1972 presentó la monografía "Tiji Don": srazhayetsia, sobre la obra de Mijaíl Shólojov, por la que le fue concedido el grado de Doctor en Letras. en 1974 fue aceptado en la Unión de Escritores Soviéticos. Murió el 18 de junio de 1991 en Rostov del Don, donde fue enterrado.

## Condecoraciones
- Orden de la Guerra Patria de 1ª clase (1944).
- Orden de la Guerra Patria de 2ª clase (1985).
- Orden de la Insignia de Honor (1982).